# マビヨン駅
マビヨン駅（マビヨンえき、Mabillon）は、フランス・パリの6区にあるメトロ6号線の駅。1925年開業。

## 駅周辺
- サン＝ジェルマン＝デ＝プレ地区
- サン＝シュルピス教会
- リュクサンブール宮殿

## 隣の駅
パリメトロ
10号線
セーヴル＝バビロヌ駅（Sèvres - Babylone） - マビヨン駅 - オデオン駅（Odéon）